# Азартная игра (фильм)
«Азартная игра» — художественный кинофильм режиссёра Уильяма Фридкина. В России фильм известен также под названием «Выгода или успех».

## Сюжет
Пит Бэль работает тренером баскетбольной команды в университете. Он пытается сколотить крепкую команду из ребят, действительно занимающихся учёбой. Но такая команда не добивается больших успехов. Тренер оказывается перед дилеммой: игра его команды в прежнем составе ведет к проигрышу, а привлечение новых игроков невозможно без нарушения существующих правил.

## В ролях
- Ник Нолти — Пит Бэлл, тренер
- Мэри МакДоннелл — Дженни Бэлл
- Эд О'Нилл — Эд
- Дж. Т. Уолш — Хэппи
- Элфри Вудард — Лавада МакРэй
- Мэтт Новер — Рики Роу
- Анферни «Пенни» Хардуэй — Бутч МакРэй
- Луис Госсетт-младший — отец Доукинс
- Роберт Вул — Марти
- Ларри Берд — камео
- Боб Коузи — Вик
- Шакил О'Нил — Неон
- Билл Кросс — Фредди
- Джимм Бивер — отец Рики
- Джерри Тарканян — камео